# 欧洲岛屿列表
以下是欧洲主要岛屿和群岛列表：

## 不列颠群岛
- 设得兰群岛
- 奥克尼群岛
- 赫布里底群岛
- 大不列颠岛
- 爱尔兰岛
- 马恩岛
- 安格尔西岛
- 兰迪岛
- 锡利群岛
- 怀特岛
- 海峡群岛：泽西岛、根西岛

## 波罗的海島嶼
- 丹麦主要岛屿：
  - 博恩霍尔姆岛
  - 法爾斯特島
  - 菲英岛
  - 洛兰岛
  - 西兰岛

- 瑞典主要岛屿：
  - 哥得兰岛
  - 厄兰岛
  - 烏魯斯特島
  - 雪恩島

- 芬兰主要岛屿：
  - 奥兰群岛（包括奥兰主岛）
  - 基米托島
  - 海卢奥托岛

- 爱沙尼亚主要岛屿：
  - 希乌马岛
  - 穆胡島
  - 奈斯岛
  - 萨雷马岛

- 德国主要岛屿：
  - 费马恩岛
  - 吕根岛
  - 乌瑟多姆岛 (分屬德國、波蘭)

- 波蘭主要岛屿：
  - 沃林島

## 北海
- 弗里西亞群島（德国和荷兰）

## 北大西洋其它主要岛屿
- 冰島
- 丹麦 法罗群岛
- 葡萄牙 亚述尔群岛
- 葡萄牙 馬德拉島

## 地中海
- 西地中海：
  - 巴利阿里群岛（西班牙）
  - 科西嘉岛（法国）
  - 兰佩杜萨岛（意大利）
  - 潘泰莱里亚岛（意大利）
  - 撒丁岛（意大利）
  - 西西里岛（意大利）
  - 馬耳他島（马耳他）
  - 凯穆纳岛（马耳他）
  - 戈佐岛（马耳他）

- 东地中海
  - 克爾克島 （克羅地亞）
  - 薩贊島（阿尔巴尼亚）
  -  希腊主要島嶼
    - 伊奧尼亞群島
    - 克里特岛
    - 佐澤卡尼索斯群島
    - 基克拉澤斯群島
    - 埃维亚岛
    - 莱斯沃斯岛
    - 罗得岛
    - 希俄斯岛
    - 北斯波拉泽斯群岛
    - 北爱琴海诸岛

## 北冰洋
- 挪威扬马延岛
- 挪威斯瓦尔巴群岛

- 俄羅斯 (歐洲部分)主要岛屿：
  - 法兰士约瑟夫地群岛
  - 新地岛